# Теорема о неявной функции
Теорема о неявной функции — общее название для теорем, гарантирующих локальное существование и описывающих свойства неявной функции, то есть функции
{\displaystyle y=f(x)}, {\displaystyle f:X\to Y},
заданной уравнением
{\displaystyle F(x,y)=z_{0}}, {\displaystyle F:X\times Y\to Z},
где значение {\displaystyle z_{0}\in Z} фиксировано.

## Одномерный случай
Простейшая теорема о неявной функции состоит в следующем.
Если функция {\displaystyle F:\mathbb {R} \times \mathbb {R} \to \mathbb {R} }
- непрерывна в некоторой окрестности точки {\displaystyle (x_{0},y_{0})}
- {\displaystyle F(x_{0},y_{0})=0} и
- при фиксированном {\displaystyle x} функция {\displaystyle F(x,y)} строго монотонна по  {\displaystyle y} в данной окрестности,

тогда найдётся такой двумерный промежуток {\displaystyle I=I_{x}\times I_{y}}, являющийся окрестностью точки {\displaystyle (x_{0},y_{0})}, и такая непрерывная функция {\displaystyle f:I_{x}\to I_{y}}, что для любой точки {\displaystyle (x,y)\in I}
{\displaystyle F(x,y)=0\Leftrightarrow y=f(x)}

Обычно дополнительно предполагается, что функция {\displaystyle F} является непрерывно дифференцируемой в окрестности точки {\displaystyle (x_{0},y_{0})}. В том случае строгая монотонность следует из условия {\displaystyle F_{y}'(x_{0},y_{0})\neq 0}, где {\displaystyle F_{y}'} обозначает частную производную {\displaystyle F} по {\displaystyle y}. Более того, в этом случае функция {\displaystyle f} также является непрерывно дифференцируемой, и её производная может быть вычислена по формуле

Иллюстрация примера.

{\displaystyle f'(x)=-{\frac {F_{x}'(x,f(x))}{F_{y}'(x,f(x))}}.}
Пример
Рассмотрим функцию {\displaystyle F(x,y)=x^{2}+y^{2}-1} и соответствующее уравнение 
{\displaystyle F(x,y)=x^{2}+y^{2}-1=0},
которое задает на плоскости единичную окружность. Невозможно представить всю окружность в виде графика какой-либо функции {\displaystyle y=f(x)}. Действительно, каждому значению {\displaystyle x\in (-1,1)} отвечает два разных значения {\displaystyle \pm {\sqrt {1-x^{2}}}}. Однако можно представить часть окружности в виде графика. Например, график функции {\displaystyle g_{1}(x)={\sqrt {1-x^{2}}}}, определенной на отрезке {\displaystyle x\in [-1,1]}, задаёт верхнюю половину окружности, а график функции {\displaystyle g_{2}(x)=-g_{1}(x)} задаёт её нижнюю половину. 
Теорема о неявной функции имеет локальный характер и говорит о том, что в малой окрестности любой точки окружности, в которой выполнено условие {\displaystyle F_{y}'(x,y)\neq 0}, часть окружности, находящаяся в этой окрестности, представима в виде графика гладкой функции. Это условие выполнено, например, в точке {\displaystyle A} на рисунке. Существуют лишь две точки окружности ({\displaystyle B} и диаметрально противоположная ей точка), в которых условие {\displaystyle F_{y}'(x,y)\neq 0} нарушено. Очевидно, что в сколь угодно малой окрестности каждой из этих точек часть окружности не представима в виде графика какой-либо функции {\displaystyle y=f(x)}.

## Многомерный случай
Пусть {\displaystyle \mathbb {R} ^{n}} и {\displaystyle \mathbb {R} ^{m}} — пространства с координатами {\displaystyle x=(x_{1},\dots ,x_{n})} и {\displaystyle y=(y_{1},\dots ,y_{m})}, соответственно. Рассмотрим отображение {\displaystyle F=(F_{1},\ldots ,F_{m}),} {\displaystyle F_{i}=F_{i}(x,y),} которое отображает некоторую окрестность {\displaystyle W} точки {\displaystyle (x_{0},y_{0})\in \mathbb {R} ^{n}\times \mathbb {R} ^{m}} в пространство {\displaystyle \mathbb {R} ^{m}}.

Предположим, что отображение {\displaystyle F} удовлетворяет следующим условиямː
- {\displaystyle F\in C^{k}(W),} {\displaystyle k\geq 1,} то есть {\displaystyle F} является {\displaystyle k} раз непрерывно дифференцируемым в {\displaystyle W,}
- {\displaystyle F(x_{0},y_{0})=0,}
- якобиан отображения {\displaystyle y\mapsto F(x_{0},y)} не равен нулю в точке {\displaystyle y_{0},} то есть определитель матрицы {\displaystyle {\frac {\partial F}{\partial y}}(x_{0},y_{0})} не равен нулю.

Тогда существуют окрестности {\displaystyle U} и {\displaystyle V} точек {\displaystyle x_{0}} и {\displaystyle y_{0}} в пространствах {\displaystyle \mathbb {R} ^{n}} и {\displaystyle \mathbb {R} ^{m}} соответственно, причём {\displaystyle U\times V\subset W}, и отображение {\displaystyle f:U\to V,} {\displaystyle f\in C^{k}(U),} такие, что
{\displaystyle F(x,y)=0\Leftrightarrow y=f(x)}
для всех {\displaystyle x\in U} и {\displaystyle y\in V}.
Отображение {\displaystyle f} определено однозначно.

Естественным обобщением предыдущей теоремы на случай не гладких отображений является следующая теоремаː

Предположим, что отображение {\displaystyle F} удовлетворяет следующим условиямː
- {\displaystyle F} является непрерывным в {\displaystyle W,}
- {\displaystyle F(x_{0},y_{0})=0,}
- существуют окрестности {\displaystyle U} и {\displaystyle V} точек {\displaystyle x_{0}} и {\displaystyle y_{0}} в пространствах {\displaystyle \mathbb {R} ^{n}} и {\displaystyle \mathbb {R} ^{m}} соответственно, причём {\displaystyle U\times V\subset W}, такие, что для каждого фиксированного {\displaystyle x\in U} отображение {\displaystyle y\mapsto F(x,y)} является взаимно однозначным в {\displaystyle V}.

Тогда существует такое непрерывное отображение {\displaystyle f:U\to V}, что
{\displaystyle F(x,y)=0\Leftrightarrow y=f(x)}
для всех {\displaystyle x\in U} и {\displaystyle y\in V}.